# Мурджани
Мурджани (на гръцки: Παλιομέτοχο, катаревуса: Παλιομέτοχον, до 1927 година Μούρτζανη, Мурдзани) е бивше село в Северна Гърция, на територията на дем Пидна-Колиндрос, област Централна Македония.

## География
Селото е било разположено източно от село Рякия (Радяни) и западно от Трилофос (Тохово) в подножието на планината Голен (Колона).

## История
Мурджани е регистрирано с 20 души в 1913 година. В 1920 година не фигурира в преброяването, но в 1922 година е откъснато от община Колиндрос и предадено на община Радяни, а в 1927 година е прекръстено на Палиометохон.
Реката, на която се е намирало продължава да се казва Мурджани, както и възвишението (293 m) над него.
| Година    | 1913 | 1920 | 1928 | 1940 | 1951 | 1961 | 1971 | 1981 | 1991 | 2001 | 2011 | 2021 |
| --------- | ---- | ---- | ---- | ---- | ---- | ---- | ---- | ---- | ---- | ---- | ---- | ---- |
| Население | 20   |      |      |      |      |      |      |      |      |      |      |      |